# Adrian Archibald
Adrian Archibald (* 1969 in Ballymoney, Nordirland) ist ein ehemaliger englischer Motorradrennfahrer. Archibald fuhr ausschließlich Straßenrennen.

## Karriere
Archibald wuchs in derselben Stadt wie der Motorrad-Superstar Joey Dunlop auf. Seine Laufbahn begann er 1992 mit ersten Rennen. Dass er durchaus auf dem Niveau der Weltklasse mithalten konnte, stellte er mit dem TAS Team von Suzuki 2003 mit einem Sieg über John McGuinness bei der TT unter Beweis. Sein Teamkollege David Jefferies verunglückte bei einem Trainingslauf zum selben Rennen tödlich. Er wechselte 2005 von TAS zu AIM Yamaha, kehrte im Folgejahr jedoch als Ersatz für den verletzten Ryan Farquhar zurück ins Team. Ab 2008 trat er mit seinem eigenen Team AMA mit mittelmäßigen finanziellen und sportlichen Erfolgen an. Auf Grund der immer schwierigeren Suche nach Sponsoren, gab Archibal nach 21 Jahren im Rennsport im Januar 2013 seinen Rückzug bekannt. Bis dahin konnte er 100 nationale Siege bei Straßenrennen auf seinem Konto verbuchen.

## Siegestatistik
(Auszug)
| Jahr | Klasse       | Maschine | Rennen         |
| ---- | ------------ | -------- | -------------- |
| 2000 | Production   | Honda    | Ulster GP      |
| 2001 | Production   | Honda    | Ulster GP      |
| 2001 | UGP          | Honda    | Ulster GP      |
| 2003 | Production   | Suzuki   | North West 200 |
| 2003 | UGP Rennen 1 | Suzuki   | Ulster GP      |
| 2003 | Formel 1     | Suzuki   | Isle of Man    |
| 2003 | Senior       | Suzuki   | Isle of Man    |
| 2004 | Senior       | Suzuki   | Isle of Man    |